# ناحیه دیانبای
دیانبای (به لاتین: Dianbai District) یک سکونتگاه مسکونی در جمهوری خلق چین است که در ماومینگ واقع شده‌است.